# 나나세 아오이
나나세 아오이(일본어: 七瀬 葵, 1972년 6월 12일 ~ )는 일본의 일러스트레이터, 만화가, 캐릭터 디자이너이다. 성인용 게임의 제작에 참가할 경우에는 나가세 마유(長瀬 まゆ)라는 펜네임을 사용하기도 한다.

## 작품

### 화집
- Angel Flavor (원판: ISBN 978-4-04-853653-0, 한글판: ISBN 978-89-528-9000-9)
- 나나세 아오이 복제원화 콜렉션, 신의 아이
- SEVEN COLORS OF THE WIND (ISBN 978-4-8291-9132-3)

### 일러스트 및 삽화
- 기상정령기 - 소설 일러스트
- 기상정령기 프라크티카 - 소설 일러스트
- 뮤트스노트 전기 - 소설 일러스트
- 세라핌 콜 - 캐릭터 디자인 및 일러스트

### 만화
- 쁘띠몬 (한글판 있음)
- 엔젤/더스트 (한글판 있음)
- 엔젤/더스트 Neo
- ABC 아-박스 (한글판 있음, 캐릭터 디자인만 담당)
- HEAVEN
- 팅클☆마이스타 키라하
- 기타 각종 게임 앤솔로지에 많은 만화, 일러스트를 투고

### 게임
- 아스카 120% - 캐릭터 디자인
- 아이시아 - 캐릭터 디자인
- 초격투 SLAVE - 캐릭터 디자인
- 쯔바이!! - 이미지 일러스트, 패키지 일러스트
- 아쿠에이리언 에이지 - 카드 일러스트
- 내일의 유키노죠 - (나가세 마유) 원화담당
- 몬스터 콜렉션 - 카드 일러스트

### 애니메이션
- 사무라이 스피리츠 2 아수라 참마전 - 캐릭터 디자인
- 세라핌 콜 - 오리지널 캐릭터 디자인